# Stanisław Witkiewicz

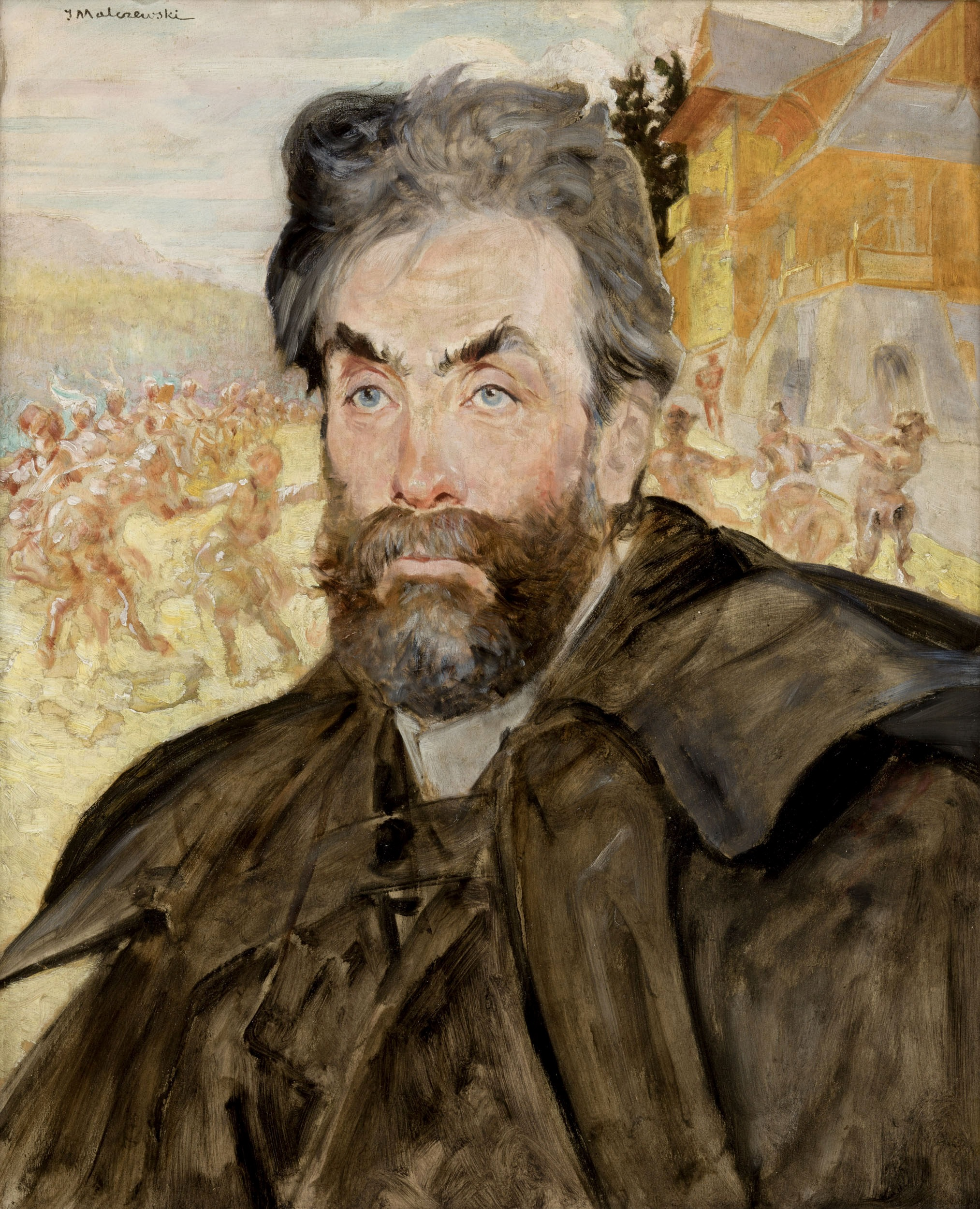
Stanisław Witkiewicz. Retrato de Jacek Malczewski, 1897.

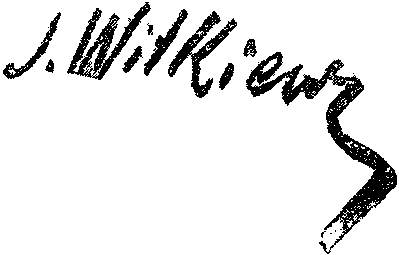

Stanisław Witkiewicz (Pašiaušė, actual Lituania, 8 de mayo de 1851-Lovran, actual Croacia, 5 de septiembre de 1915) pintor impresionista-realista, escritor, arquitecto y teórico artístico polaco padre de Stanisław Ignacy Witkiewicz y creador del estilo arquitectónico Zakopane.
Estudió en San Petersburgo, 1869–71 y Múnich, 1872–75. Contrario a la educación convencional, no le gustó que su hijo ingresara a los 20 años en la Academia de Bellas Artes de Cracovia.
Falleció en Lovran, entonces Imperio austrohúngaro, de tuberculosis.

## Enlaces externos

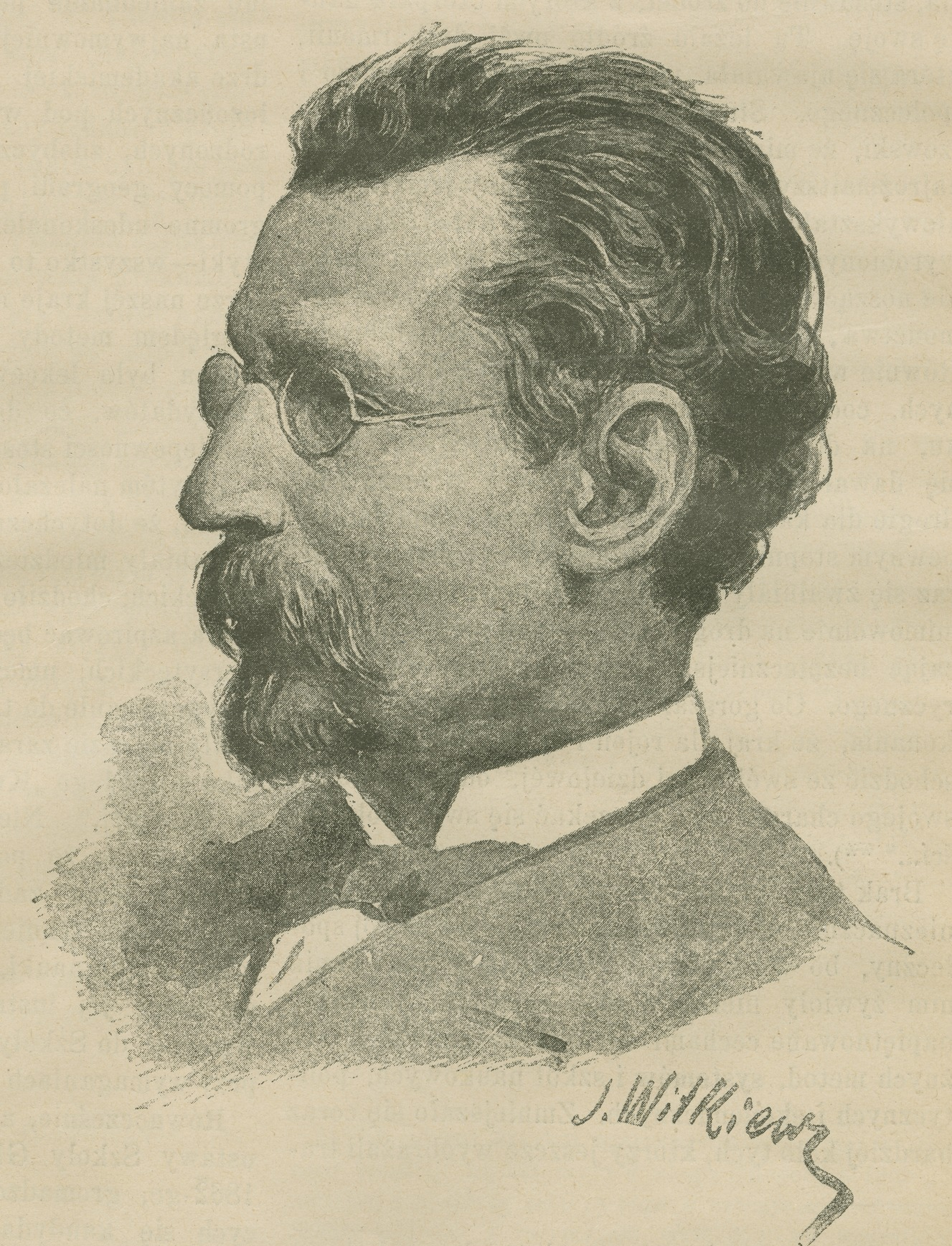
Bolesław Prus, por Witkiewicz, 1887